# Silas Songani
Silas Dylan Songani (født 28. juni 1989) er en fodboldspiller fra Zimbabwe, der spiller for Sønderjyske. 

## Karriere
Han kom til klubben i vinteren 2014 fra Harare City i hjemlandet. Han fik sin debut i Superligaen den 21. februar 2014, da han startede inde, scorede et mål i det 75. minut og spillede de første 81 minutter i 0-4-sejren ude over FC Vestsjælland.
Den 1. september 2016 blev det offentliggjort, at Silas Songani blev udlejet til FC Sydvest i 2. division på en aftale, der gjaldt resten af 2016. SønderjyskE's sportschef, Hans Jørgen Haysen, udtalte, at Songani med stor sandsynlighed ikke ville komme til at spille for SønderjyskE i foråret 2017. "Vi arbejder på at få ham ud at spille. Med de spillere, vi har på de positioner, ser det ikke ud til, at han kan komme til at spille her, så det vil være bedst for alle parter, at vi finder et andet sted til ham, og det arbejder vi så på nu".
Han har spillet 2 kampe for Zimbabwes fodboldlandshold i 2013.